# Мішел Бастос
Мішел Бастос (порт. Michel Bastos, нар. 2 серпня 1983, Пелотас) — бразильський футболіст, фланговий півзахисник клубу «Аль-Айн».
Значну частину кар'єри провів у Франції, де виступав за «Лілль» та «Ліон», крім того грав у національній збірній Бразилії, у складі якої був учасником чемпіонату світу 2010 року.

## Клубна кар'єра
Народився 2 серпня 1983 року в місті Пелотас. Вихованець юнацької команди «Пелотаса».
У дорослому футболі розпочав свою кар'єру в Нідерландах, де потрапив до «Феєнорда», але, так і не зігравши жодного матчу, був відданий в оренду в «Ексельсіор» (Роттердам), де провів один сезон, взявши участь у 28 матчах чемпіонату. За підсумками сезону команда зайняла передостаннє 17 місце і вилетіла з елітного дивізіону, а Мішел покинув команду.
2003 року Бастос повернувся на батьківщину, де став виступати за «Атлетіку Паранаенсе», проте, після того як не Мішел не закріпився в основному складі, його відправили в оренду до «Греміо» та «Фігейренсе», де він провів по сезону.

Бастос під час виступів за «Ліон». 8 липня 2011 року

2006 року футболіст перебрався у Францію, підписавши контракт з «Ліллем», за який дебютував у другому турі чемпіонату Франції в матчі проти «Ренна», зігравши 65 хвилин зустрічі; «Лілль» матч виграв 2:1. У тому ж сезоні він забив свій перший м'яч за клуб, вразивши ворота «Ланса». Всього в першому сезоні у Франції Бастос забив 3 голи. У сезоні 2007/2008 Бастос забив 8 голів, чим допоміг своєму клубу зайняти 7-е місце в чемпіонаті. У тому ж сезоні Бастос був переведений з позиції центрального хавбека на лівий фланг півзахисту. Наступного року Бастос зайняв тверду позицію на лівому фланзі півзахисту і став лідером клубу, а також «штатним» виконавцем «стандартних положень». З 11 листопада 2008 року у Бастоса почалася гольова смуга: він забив 5 голів у 5-ти матчах поспіль, а через деякий час забив 6 голів у 6-ти іграх. Всього в тому сезоні він забив 16 голів та зробив 13 гольових передач, ставши найкращим бомбардиром клубу, який посів 5-е місце в чемпіонаті. Також Бастос був кандидатом на звання футболіста року у Франції та увійшов до символічної збірної сезону.
15 червня 2009 року Бастос перейшов в «Ліон», який заплатив за трансфер бразильця 18 млн євро. Контракт був підписаний на 4 роки. 20 червня він був представлений ЗМІ, як гравець клубу, і отримав футболку з номером 7. У складі нового клубу бразильський вінгер провів наступні чотири роки своєї кар'єри гравця і був основним гравцем команди, допомігши команді 2012 року стати володарем Кубка Франції.
29 січня 2013 Бастос перейшов на правах оренди до літа 2014 в німецький «Шальке 04», який отримав право на викуп футболіста. 2 лютого 2013 року Бастос дебютував за гельзенкірхенців у матчі проти «Гройтер» (1:2), забивши свій перший гол за новий клуб.
1 серпня 2013 року покинув «Шальке» та перейшов в еміратський «Аль-Айн», підписавши контракт на 3 роки.
20 січня 2014 року перейшов на правах оренди до кінця сезону з правом викупу в італійську «Рому», проте в по завершенню оренди римляни не скористались цим правом і бразилець повернувся в ОАЕ. Наразі загалом Мішел встиг відіграти за еміратську команду 15 матчів в національному чемпіонаті.

## Виступи за збірну
27 жовтня 2009 року Бастос вперше був викликаний до складу національної збірної Бразилії на матчі з Англією і Оманом. 14 листопада він дебютував у грі з Англією, зігравши весь матч. 
Наступного року Бастос потрапив до складу збірної, яка поїхала на чемпіонат світу 2010 року у ПАР. У підготовчих до мундіалю матчах Бастос 2 червня забив свій перший і єдиний м'яч за збірну, вразивши ворота Зімбабве. На чемпіонаті світу Бастос зіграв в усіх п'яти матчах збірної на турнірі, проте, після того як команда вилетіла з турніру у чвертьфіналі, тренер Дунга був звільнений з посади, а новий наставник Ману Менезеш відмовився від послуг гравця і Бастос більше не провів за збірну жодного матчу.
Всього Мішел провів у формі головної команди країни 10 матчів, забивши 1 гол.
| Дата       | Місто         | Господарі  | Результат | Гості          | Турнір                | Голи | Примітки |
| ---------- | ------------- | ---------- | --------- | -------------- | --------------------- | ---- | -------- |
| 14-11-2009 | Доха          | Бразилія   | 1 – 0     | Англія         | товариський матч      | -    |          |
| 17-11-2009 | Маскат        | Оман       | 0 – 2     | Бразилія       | товариський матч      | -    |          |
| 2-3-2010   | Лондон        | Бразилія   | 2 – 0     | Ірландія       | товариський матч      | -    |          |
| 2-6-2010   | Хараре        | Зімбабве   | 0 – 3     | Бразилія       | товариський матч      | 1    |          |
| 7-6-2010   | Дар-ес-Салам  | Танзанія   | 1 – 5     | Бразилія       | товариський матч      | -    | 49'      |
| 15-6-2010  | Йоганнесбург  | Бразилія   | 2 – 1     | Північна Корея | ЧС 2010 - 1-й етап    | -    |          |
| 20-6-2010  | Йоганнесбург  | Бразилія   | 3 – 1     | Кот-д'Івуар    | ЧС 2010 - 1-й етап    | -    |          |
| 25-6-2010  | Дурбан        | Португалія | 0 – 0     | Бразилія       | ЧС 2010 - 1-й етап    | -    |          |
| 28-6-2010  | Йоганнесбург  | Бразилія   | 3 – 0     | Чилі           | ЧС 2010 - 1/8 фіналу  | -    |          |
| 2-7-2010   | Порт-Елізабет | Нідерланди | 2 – 1     | Бразилія       | ЧС 2010 - чвертьфінал | -    | 62'      |
| Усього     |               | Матчів     | 10        |                | Голів                 | 1    |          |

## Титули і досягнення
- Володар Кубка Франції (1):

«Ліон»: 2011-12
- Володар Суперкубка Франції (1):

«Ліон»: 2012